# Charles-Gustave Kuhn
Charles-Gustave Kuhn (n. 28 aprilie 1889, Zürich, cantonul Zürich, Elveția – d. 18 decembrie 1952, Zürich, cantonul Zürich, Elveția) a fost un sportiv ce a reprezentat Elveția, medaliat olimpic. A participat la o ediție a Jocurilor Olimpice (1928) în care a câștigat o medalie de bronz.

## Participări
Lista de mai jos prezintă principalele competiții la care a participat Charles-Gustave Kuhn de-a lungul carierei.
- equestrian at the 1928 Summer Olympics – individual jumping[*]